# Franjo Švelec
Franjo Švelec (Koškovec kraj Varaždina, 17. kolovoza 1916. – Zadar, 26. prosinca 2001.) hrvatski književni povjesničar, akademik.

## Životopis
Studij jugoslavistike završio je 1948. na Filozofskom fakultetu u Zagrebu, gdje je 1956. doktorirao tezom o Mavru Vetranoviću. Radio je na Filozofskom fakultetu u Zagrebu 1951. – 56., a potom je do 1978. bio profesor starije hrvatske književnosti na Filozofskom fakultetu u Zadru. Redoviti član HAZU bio je od 1991. Uređivao je Zadarsku reviju i Radove Filozofskog fakulteta u Zadru. Napisao je književnopovijesnu sintezu hrvatske književnosti XVII. st. (Povijest hrvatske književnosti, knjiga 3, 1974). O pjesnicima dopreporodne hrvatske književnosti – ponajprije zadarskoga i hvarskoga književnoga kruga – objavio je nekoliko knjiga. Priredio je djela P. Zoranića, J. Barakovića, I. Đurđevića, I. Bunića Vučića, I. Gundulića, F. Grabovca i dr., a osobito se bavio djelom M. Držića (Komički teatar Marina Držića, 1968).

## Nepotpun popis djela
- Po stazi netlačeni (1977.)
- Iz naše književne prošlosti (1990.)
- Iz starije književnosti hrvatske (1998.)